# Фучжоу (Цзянси)
Фучжо́у (кит. упр. 抚州, пиньинь Fǔzhōu) — городской округ в провинции Цзянси КНР.

## История
В эпоху Троецарствия, когда эти земли входили в состав государства У, в 257 году был создан Линьчуаньский округ (临川郡), состоявший из 10 уездов. Во времена империи Суй он был расформирован в 589 году. Была образована Фучжоуская область (抚州), состоявшая из 4 уездов.
Во времена империи Сун из Фучжоуской области был выделен Цзяньчанский военный округ (建昌军). После монгольского завоевания и образования империи Юань они были преобразованы в Фучжоуский регион (抚州路) и Цзяньчанский регион (建昌路) соответственно, кроме того была создана Наньфэнская область (南丰州). В 1363 году Фучжоуский регион был поднят в статусе, и стал Линьчуаньской управой (临川府), которая вскоре была переименована в Фучжоускую управу (抚州府); Цзяньчанский регион тогда же стал Чжаочанской управой (肇昌府), а затем был переименован в Цзяньчанскую управу (建昌府). После окончательного свержения власти монголов и провозглашения империи Мин Наньфэнская область была понижена в статусе до уезда и подчинена властям Цзяньчанской управы. После Синьхайской революции в Китае была проведена реформа структуры административного деления, в ходе которой управы были упразднены, поэтому в 1913 году Фучжоуская и Цзяньчанская управы были расформированы.
В первой половине 1930-х годах юго-восточные земли современного городского округа стали ареной боевых действий между войсками китайских коммунистов и гоминьдановскими войсками, и расположенные там уезды не раз переходили из рук в руки.
После образования КНР в 1949 году был создан Специальный район Фучжоу (抚州专区), состоящий из 9 уездов. 29 августа 1952 года был расформирован Специальный район Нинду (宁都专区), и ранее входившие в него уезды Гуанчан, Шичэн и Нинду перешли в состав Специального района Фучжоу, после чего он был переименован в Специальный район Наньчэн (南城专区). В том же году уезды Шичэн и Нинду были переданы в состав Специального района Ганьчжоу (赣州专区), а Специальный район Наньчэн был вновь переименован в Специальный район Фучжоу.
В 1954 году посёлок Фучжоу был выведен из состава уезда Линьчуань и подчинён напрямую властям специального района, получив статус городского уезда, а уезд Гуанчан был передан в состав Ганьнаньского административного района (赣南行政区).
28 февраля 1958 года уезд Цзиньсянь был передан из Специального района Наньчан (南昌专区) в состав Специального района Фучжоу. В 1960 году он был передан в состав Специального района Ичунь (宜春专区).
В 1964 году городской уезд Фучжоу был расформирован, а его территория была возвращена в состав уезда Линьчуань.
В 1968 году в состав Специального района Фучжоу перешли уезд Цзиньсянь из Специального района Ичунь, и уезд Дунсян из Специального района Шанжао (上饶专区). В 1969 году посёлок Фучжоу был опять выведен из состава уезда Линьчуань и вновь стал городским уездом, подчинённым напрямую властям Специального района Фучжоу.
В 1970 году Специальный район Фучжоу был переименован в Округ Фучжоу (抚州地区).
В августе 1983 года уезд Гуанчан вернулся в состав округа Фучжоу, а уезд Цзиньсянь был передан из округа Фучжоу под юрисдикцию властей Наньчана.
В августе 1987 года Госсовет КНР принял постановление об объединении уезда Линьчуань и городского уезда Фучжоу в городской уезд Линьчуань, но он было претворено в жизнь лишь в январе 1995 года.
Постановлением Госсовета КНР от 23 июня 2000 года были расформированы округ Фучжоу и городской уезд Линьчуань, и образован городской округ Фучжоу; территория бывшего городского уезда Линьчуань стала районом Линьчуань в его составе.
26 декабря 2016 года уезд Дунсян был преобразован в район городского подчинения.

## Административно-территориальное деление
Городской округ Фучжоу делится на 2 района, 9 уездов:
| Карта                                                                              | Карта     | Карта     | Карта           | Карта            | Карта         |
| ---------------------------------------------------------------------------------- | --------- | --------- | --------------- | ---------------- | ------------- |
| Линьчуань Дунсян Наньчэн Личуань Наньфэн Чунжэнь Лэань Ихуан Цзиньси Цзыси Гуанчан |           |           |                 |                  |               |
| Статус                                                                             | Название  | Иероглифы | Пиньинь         | Население (2010) | Площадь (км²) |
| Район                                                                              | Линьчуань | 临川区    | Línchuān qū     |                  |               |
| Район                                                                              | Дунсян    | 东乡区    | Dōngxiāng qū    |                  |               |
| Уезд                                                                               | Наньчэн   | 南城县    | Nánchéng xiàn   |                  |               |
| Уезд                                                                               | Личуань   | 黎川县    | Líchuān xiàn    |                  |               |
| Уезд                                                                               | Наньфэн   | 南丰县    | Nánfēng xiàn    |                  |               |
| Уезд                                                                               | Чунжэнь   | 崇仁县    | Chóngrén xiàn   |                  |               |
| Уезд                                                                               | Лэань     | 乐安县    | Lèān xiàn       |                  |               |
| Уезд                                                                               | Ихуан     | 宜黄县    | Yíhuáng xiàn    |                  |               |
| Уезд                                                                               | Цзиньси   | 金溪县    | Jīnxī xiàn      |                  |               |
| Уезд                                                                               | Цзыси     | 资溪县    | Zīxī xiàn       |                  |               |
| Уезд                                                                               | Гуанчан   | 广昌县    | Guǎngchāng xiàn |                  |               |